# Enzo Francescoli
Enzo Francescoli Uriarte, más conocido como el Príncipe (Montevideo, 12 de noviembre de 1961) es un exfutbolista y dirigente deportivo uruguayo. Es conocido por su estilo clásico y elegante. Es el único uruguayo incluido por Pelé en la FIFA 100, y fue elegido por la Federación Internacional de Historia y Estadísticas del Fútbol como el sexto jugador más grande de su país y el 24.º de América del Sur en el siglo XX.
Se desempeñaba como delantero. Jugó en dos ediciones de la Copa Mundial (1986 y 1990) en las cuales la selección de Uruguay llegó a los octavos de final y perdió, contra Argentina y contra Italia, respectivamente.
Sus mayores triunfos con La Celeste fueron en la Copa América. Disputó cinco ediciones, llegando a la final en cuatro ocasiones y venciendo en tres de ellas. Fue en ese torneo donde marcó su primer gol como internacional. En Argentina, se destacó rápidamente River Plate, siendo uno de los mayores ídolos y el máximo goleador extranjero de este club, al cual condujo a su segunda conquista de la Copa Libertadores de América y de la Supercopa Sudamericana, y ayudando a que River consiguiera cinco títulos argentinos más en los seis años que jugó para el equipo. Desde 2014 se desempeña como director deportivo de la institución, obteniendo 15 títulos. También jugó para equipos franceses (Racing de París y Olympique de Marsella) e italianos (Cagliari y Torino).

## Carrera en clubes

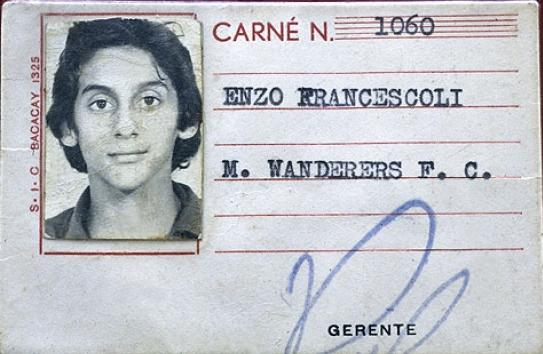
Francescoli en una foto de su carné como jugador juvenil del Montevideo Wanderers.

### Montevideo Wanderers
Enzo, se enlista en el equipo de fútbol del Colegio Salesiano, para el que fue campeón durante cinco años consecutivos en competiciones colegiales.
El último año del colegio secundario recibió una oferta de Montevideo Wanderers. Se enlistó en el mismo y pronto ganó el respeto del equipo. En 1980 debutó en el equipo principal, quedando el equipo subcampeón detrás de Nacional. también campeón de la Libertadores y la Copa Intercontinental de aquel año. Por su estilo elegante de juego fue apodado el Príncipe, apodo heredado de Aníbal Ciocca, ex crack del Wanderers en los años 30 y 40.
Por su desempeño fue comparado con Juan Alberto Schiaffino. En la Primera División Uruguaya de 1981, su equipo hizo una buena campaña, terminando tercero. En febrero de 1982, Enzo debutó en la Selección Uruguaya. El club se clasificó para la Copa Libertadores ese año.
Disputando la edición 1983 de la Libertadores, Enzo y su equipo que incluía figuras como Jorge Barrios, Luis Alberto Acosta, Raúl Esnal y Ariel Krasouski, terminaron en primera posición, empatados con Nacional.

### Primera etapa enRiver Plate

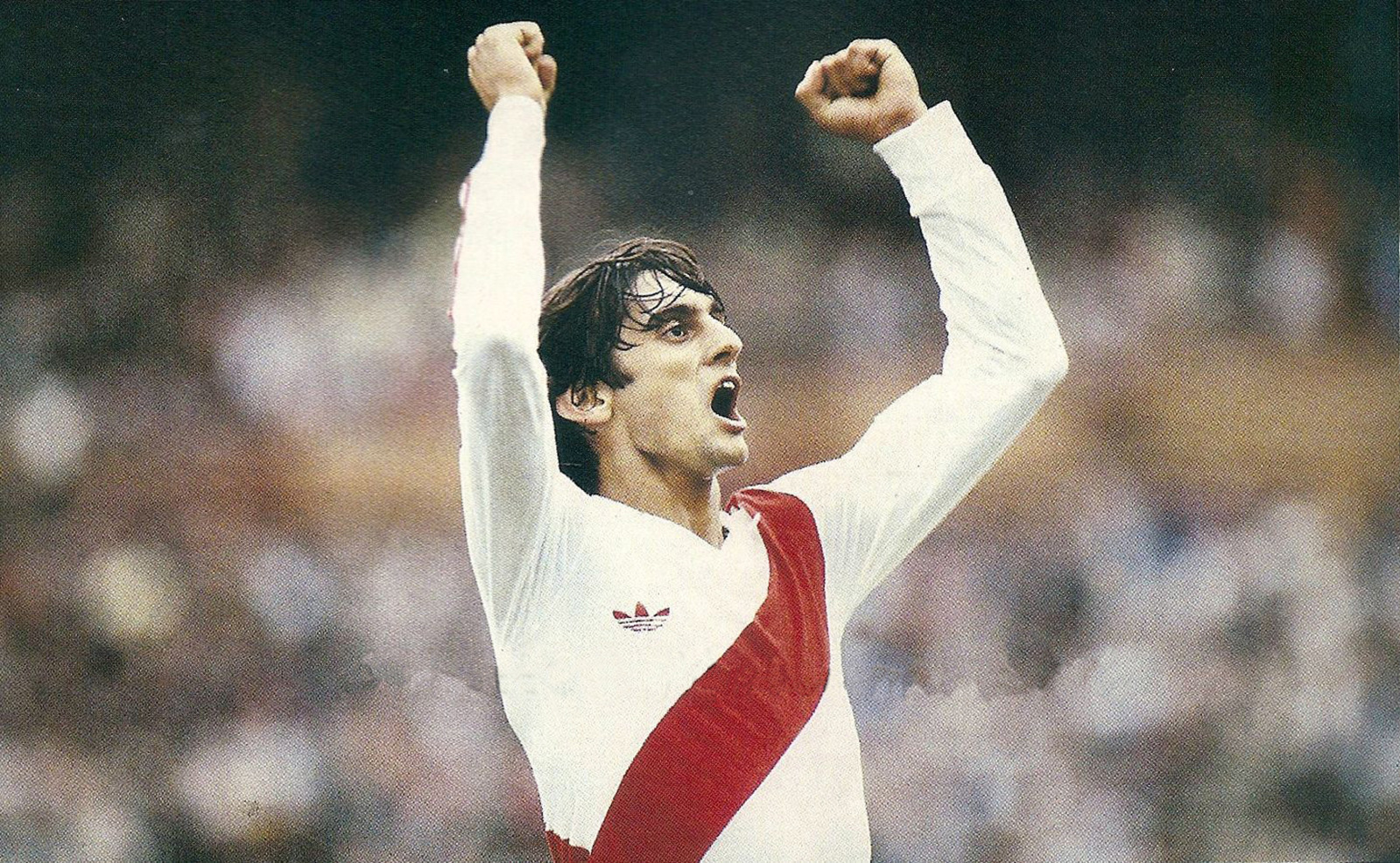
Enzo Francescoli en su primera etapa en River.

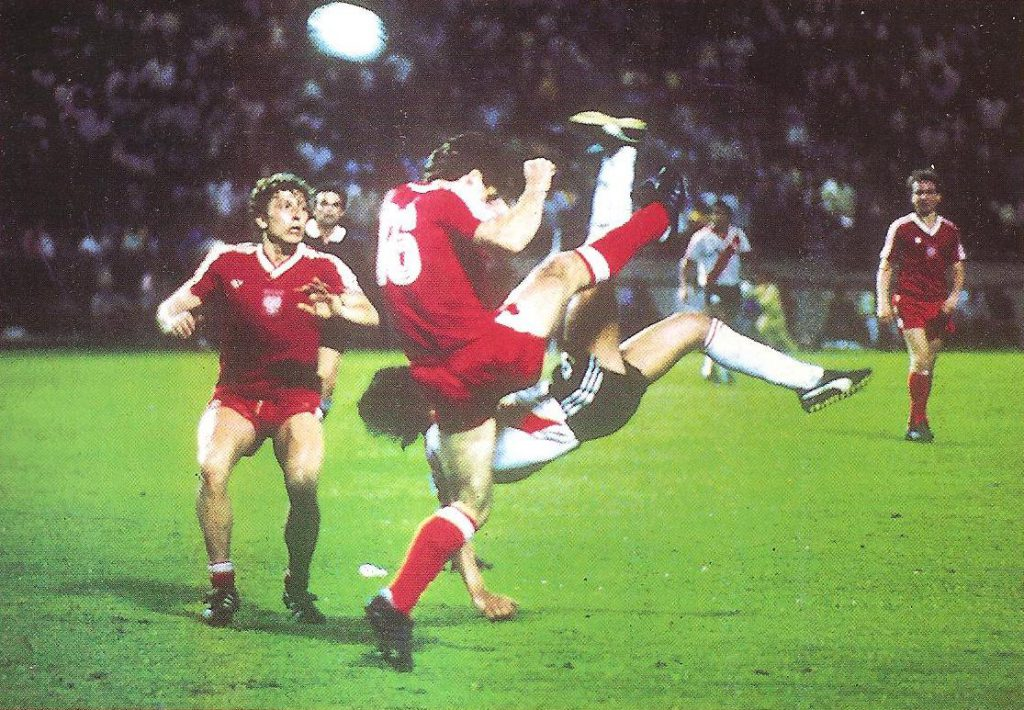
Histórico gol de Chilena frente a la selección de Polonia en un amistoso de 1986.

En 1983, River Plate, lo contrató por $ 310.000. Su inicio allí fue irregular, y el equipo terminó el campeonato Metropolitano en la penúltima posición, a dos posiciones por encima del descenso.
Al año siguiente, Francescoli demostró su potencial aunque alternando con períodos de apatía. En el primer semestre, en el Campeonato Nacional el equipo llegó a la final, pero fue derrotado por Ferro Carril Oeste. En el campeonato Metropolitano, Enzo fue el máximo goleador con 24 goles, pero River terminó cuarto. Aun así, Francescoli fue elegido Futbolista del año en Sudamérica en 1984. Recibió una oferta del América de Cali pero Francescoli decidió quedarse en River.
A pesar de que su equipo no descolló en el campeonato Nacional de 1985, fue nombrado Futbolista Argentino del Año, siendo el primer extranjero en recibir tal premio. En el campeonato (1985-1986) River sale campeón y Enzo fue máximo goleador con 25 goles. El 8 de febrero de 1986, Enzo anotó su gol más popular y conocido (de chilena), uno de los tres goles consecutivos de los últimos siete minutos en la victoria de 5-4 ante la entonces respetada selección de Polonia, que participó en el torneo amistoso que los cinco grandes clubes argentinos organizan en verano. Francescoli declaró que apreció el famoso gol porque fue un gol de equipo, nos cansamos de hacer tablas. Más tarde participó en la Copa del Mundo de 1986, para luego ser contratado por el Racing de París, recientemente ascendido de la Ligue 2 a la máxima división francesa.

### En Francia
En 1986, Racing, el nuevo equipo de Francescoli si bien era el club más tradicional de París, estaba en declive y competía con el Paris Saint-Germain, entonces en auge, fundado en 1970. Matra patrocinó al Racing, que pasó a llamarse "Matra Racing" en 1987. Para formar un elenco competitivo para la Ligue 1 y la Copa de los Campeones de la UEFA, Matra proporcionó una inyección financiera que permitió fichar a Luis Fernández (ídolo del propio PSG), Maxime Bossis, Thierry Tusseau, Pierre Littbarski, David Ginola, Sonny Silooy, Eugène Ekéké y el uruguayo Rubén Paz. Sin embargo, en la primera temporada, el club luchó contra el descenso, apenas logrando terminar 13.º en gran parte gracias a los 14 goles de Francescoli.
Sin embargo Francescoli ganó reconocimiento, siendo elegido en 1987 el mejor jugador extranjero en Francia. Para la temporada 1987/88, el técnico portugués Artur Jorge, fue traído al Racing. Jorge sería el mejor técnico de Francescoli, según su propia opinión. El Matra había luchado por las primeras posiciones, alternándose entre el tercer y segundo lugar a partir de la segunda mitad del evento. Sin embargo, finalmente el equipo terminó en séptimo lugar. Francescoli anotó ocho veces, siendo otra vez el máximo goleador del Racing en la liga. El uruguayo recibió propuestas de la Juventus de Turín, que declinó. Tras el campeonato 1988 - 1989, donde fue otra vez el máximo goleador del equipo, fue contratado por el Olympique de Marsella, que había ganado el campeonato y la Copa de Francia.
Enzo integró la Selección resto del mundo que jugó contra la Selección brasileña en un partido amistoso de despedida de Zico de Brasil, en marzo de 1989. Pero en el Racing Francescoli ni siquiera llegó a los octavos de final del torneo.
En el Olympique de Marsella, Enzo se quedó solo una temporada (1989/90), donde se ganó el reconocimiento de Zinedine Zidane. En la edición de 1989/90 de la Ligue 1, Francescoli fue uno de los principales nombres que dieron el sexto título francés (y segundo consecutivo) a les Olympiens.

### En Italia
Después de la Copa Mundial de 1990, Francescoli fue a jugar a Italia. Junto con José Oscar Herrera y Daniel Fonseca, se trasladó al club isleño de fútbol Cagliari, donde su equipo peleó contra el descenso de categoría en sus dos primeras temporadas dentro del campeonato italiano.
Luego de dos temporadas sin brillar, Enzo jugó una notable tercera temporada, siendo considerado uno de los mejores jugadores en la Copa. En la Serie A, el equipo consiguió una sorprendente sexta colocación —lo que les permitió jugar en la siguiente Copa de la UEFA—, con Enzo marcado siete goles, sus mejores números en una temporada en el calcio.
A continuación Francescoli aceptó la oferta del Torino, reciente campeón de la Copa de Italia. Con Francescoli, el club estuvo cerca de repetir el título, que fue para el Ancona. Su desempeño en la Serie A, fue dudoso. En la Recopa Europea, donde los I Granata estaban clasificados como los campeones de la Copa de Italia de 1993, el equipo cayó en los cuartos de final contra el campeón, Arsenal. En la Supercopa italiana (entre los ganadores de la liga Serie A y la Copa Italia) de 1993 también resultó victorioso el Milan. En Turín tampoco tuvo buen desempeño en lo que se refiere a goles, llegando a marcar solo 3, su número más bajo en las cuatro ediciones de la liga italiana que disputó.

### Regreso en River Plate
Después de su paso por el Torino, vuelve a River Plate de Argentina en 1994. A pesar de sus 33 de edad, se convirtió una vez más en su mayor goleador en el campeonato Apertura de ese año. El equipo fue además campeón nacional invicto por primera vez.
La campaña de River en 1995 fue mediocre, terminó décimo en el torneo de Clausura y séptimo en la Apertura, y cayó en las semifinales de la Copa Libertadores de América contra los colombianos del Atlético Nacional. Fueron derrotados también en los penaltis de las semifinales de la Supercopa Libertadores, por el futuro campeón, el Independiente; en esta Francescoli fue también el máximo goleador. La falta de logros futbolísticos ese año no le impidió ser nombrado por segunda ocasión mejor jugador del fútbol argentino, y también futbolista sudamericano del año.
Al año siguiente, se retiró de la selección de Uruguay para dedicarse por completo a River; las copas volverían a Núñez. La primera de ellas fue la más importante: Francescoli lideró un conjunto joven a su segunda victoria de la Copa Libertadores de América en 1996 —igualando al archirrival Boca Juniors. Con esto Francescoli saldó la frustración que le dejó no estar allí cuando River ganó por primera vez la Copa en 1986, debido a su traslado a Francia —Saldé una deuda conmigo mismo— declaró. Esta, y la conquista de Uruguay en la Copa América 1995 es tenida por él como el mejor momento de su carrera.
En 1996 River quedó en 14.º lugar en el torneo del Clausura, sin embargo se coronó campeón en el torneo de Apertura. A finales del año, cuando fue solicitado para volver a defender a Uruguay, River perdió la Copa Intercontinental ante la Juventus de Turín, donde jugaba Zinédine Zidane, un decidido fan de Enzo: —Cuando vi jugar a Francescoli, él era el jugador que yo quería ser, él era el jugador que veía y admiraba en el Olympique de Marseille; mi ídolo... Enzo es como un dios, declaró el francés.
En los siguientes torneos River mejoró su performance, ganó en 1997 el torneo Clausura y el Apertura, siendo tricampeón consecutivo; y ganó por primera vez la Supercopa Libertadores. Las conquistas históricas de los títulos de la Supercopa y el Apertura, se libraron en los dos últimos partidos de Francescoli como jugador de River Plate. El primero de ellos, el 17 de diciembre de 1997, fue un partido decisivo de vuelta, en el cual el River derrotó al São Paulo. En el siguiente, 4 días después, River empató a Argentinos Juniors, consagrándose campeón del Apertura. Estos dos partidos son muy recordados por los fanes de River Plate. Tras esto, Francescoli anunció el cese de su carrera a principios de 1998.
El 1 de agosto de 1999, regresó al Monumental para un partido amistoso de despedida. Los presidentes de Argentina, Carlos Menem, y de Uruguay, Julio María Sanguinetti junto a 80 mil espectadores, fueron a ver el partido. El juego reunió a los amigos de Enzo en el River contra Peñarol, vencido por 0-4 con dos goles de él.
Otro ídolo riverplatense que había venido de Uruguay, Walter Gómez, dio el puntapié inicial. El compositor argentino Ignacio Copani le dedicó la canción "Inmenzo" (un juego de palabras con el nombre de Francescoli), considerada una de las canciones homenaje más emotivas a un jugador, encerrándose con el pedido "Quiero verte una vez más querido Inmenzo, quiero verte una vez más, te lo suplico". Copani también cantó la música en el amistoso de despedida.
Para noviembre del 2010 Francescoli era el séptimo mayor goleador del equipo, con 115 goles en 198 partidos, y era tercero entre los goleadores extranjeros en Argentina, solo detrás de los paraguayos Arsenio Erico y Delfín Benítez Cáceres.

## Selección de Uruguay
En 1981, un año después del debut profesional, Enzo integró la selección uruguaya que ganó el Campeonato Sudamericano de Fútbol Sub-20, siendo elegido el mejor de la competición.
Participó también en el mundial de la categoría ese año, donde Uruguay cayó en los cuartos de final. Debutó con la selección principal en 1982, acompañándola en su victoria de un torneo jugado en la India. Al año siguiente jugó con ellos en la Copa América 1983. Tras seis partidos jugados en el extranjero, marcó su primer gol para el equipo mayor, contra el guardameta Leão, en la victoria por 2 a 0 en el partido de ida contra Brasil jugado en Montevideo, uno de sus goles más bonitos a su parecer.
Uruguay se clasificó para la Copa del Mundo de 1986 tras una fuerte disputa contra Chile en el grupo formado también con Ecuador. Los críticos consideraron que Francescoli tenía potencial como para ser la estrella de la competición, además de la opinión del propio entrenador uruguayo, Omar Borrás: Todo el mundo habla de Platini, Maradona, de Elkjær... pero nuestro Francescoli tiene todo lo necesario para ser el gran destacado de la Copa del Mundo. Sin embargo, la participación uruguaya en el Mundial no fue destacada, llegando a perder 1-6 a favor de Dinamarca, donde Francescoli marcó su único gol en Copas del Mundo. Enzo considera a este episodio como el más vergonzoso de su carrera: Jamás nos dimos cuenta de que estábamos haciendo un papelón... Nos dieron un baile y no nos dimos cuenta... Es la única cosa por la que pediría perdón a todos los uruguayos, comentó. Uruguay pasó de fase como uno de los mejores terceros colocados, ya que cayó en los octavos de final contra la rival y futura campeona, la argentina de Maradona.
Al año siguiente, Uruguay gana la Copa América, tras la victoria contra Chile, conquista que posicionó a Uruguay como la mayor vencedora del torneo hasta entonces, con 13 victorias. Dos años después, los uruguayos estuvieron de nuevo en el escenario. El torneo fue decidido entre ellos y el anfitrión Brasil, en circunstancias similares a las de la Copa del Mundo de 1950: en el mismo Maracaná un 16 de julio, con los brasileños teniendo otra vez la ventaja del empate en un enfrentamiento directo por la copa en la última ronda de un cuadrangular final. Esta vez, sin embargo, los anfitriones resultaron victoriosos.
En las eliminatorias para la Copa del Mundo de 1990, otra vez los uruguayos tuvieron que superarse. Bolivia se mostró como el mayor adversario del grupo. La selección de Uruguay jugó los dos últimos partidos con la obligación de ganarle a Bolivia, y lo logró, y Uruguay se aseguró un lugar en el mundial. El segundo campeonato Mundial de Enzo no fue mejor que el primero; debido a que solamente venció a Corea del Sur (por 1-0) y otra vez avanzó a la segunda fase como uno de los mejores terceros colocados cayendo en los octavos de final, contra Italia.
Después del Mundial, el técnico Óscar Tabárez fue sustituido por Luis Cubilla. Cubilla respaldó el resentimiento entre los aficionados de la época contra los atletas uruguayos que actuaban en Europa, e incluso insinuó que Francescoli, Rubén Sosa, Carlos Alberto Aguilera y José Óscar Herrera eran "dinerarios". Sublevados, estos jugadores se negaron a jugar si Cubilla no se retractaba; con lo cual quedaron fuera de la Copa América 1991. Sin las estrellas europeas, Uruguay cayó en la primera fase.
Aún en disputa, Enzo fue utilizado en las eliminatorias para la Copa Mundial de 1994. Uruguay, Brasil, Bolivia, Ecuador y Venezuela llegaron a la última ronda disputando 2 puestos; con los primeros tres teniendo diez puntos. Los brasileiros vencieron por 2-0 en un enfrentamiento contra los uruguayos en el Maracaná, y como Bolivia logró un punto al empatar en esa ronda, Uruguay quedó en tercer lugar y fuera de la Copa. Francescoli considera esta eliminación como el episodio más triste de su carrera: Venía sufriendo dos años de lucha con Cubilla y medio Uruguay. 'Tiren el pasaporte de ese traidor de la patria', me decían. Por eso me desmoroné en un rincón del Maracaná a llorar.
Un respiro vendría en la Copa América de 1995 con sede en Uruguay, ahora con el técnico Héctor Núñez. Francescoli levantó por última vez el trofeo en el Estadio Centenario, tras una final contra el recién tetracampeón del mundo, Brasil, al que vencieron en penales donde él acertó el primer cobro celeste. Este título igualó a Uruguay y Argentina como los mayores ganadores de la competición e hizo que Enzo, con 34 años y un año sin trofeos con River Plate, fuera elegido nuevamente el mejor jugador de América del Sur, once años después de haber recibido el mismo reconocimiento. Durante esta competición, Enzo marcó su último gol como jugador del plantel charrúa.
Francescoli había optado por dejar la selección después de la conquista. Sin embargo, en las eliminatorias para la Copa del Mundo de 1998, sus colegas acumularon fracasos y Enzo fue convencido de volver por el propio presidente uruguayo, Julio María Sanguinetti. Volvió en octubre de 1996 para ausentarse de la Copa América 1997, celebrada en junio, y jugar sus dos últimos partidos por la Celeste, en julio y agosto de ese año. Los uruguayos aún tenían tres compromisos antes del cierre de las eliminatorias sudamericanas, pero llegaron a la última ronda ya sin posibilidades matemáticas de clasificación, terminando séptimos en la CONMEBOL.

### Selección uruguaya
| Competición                            | Sede          | Resultado        | Partidos | Goles |
| -------------------------------------- | ------------- | ---------------- | -------- | ----- |
| Sudamericano Sub-20 de 1981            | Ecuador       | Campeón          | 7        | 5     |
| Copa Mundial de Fútbol Juvenil de 1981 | Australia     | Cuartos de final | 3        | 0     |
| Copa América 1983                      | Sin sede fija | Campeón          | 4        | 1     |
| Copa de Campeones Conmebol-UEFA 1985   | Francia       | Subcampeón       | 1        | 0     |
| Copa Mundial de Fútbol de 1986         | México        | Octavos de final | 4        | 1     |
| Copa América 1987                      | Argentina     | Campeón          | 2        | 0     |
| Copa América 1989                      | Brasil        | Subcampeón       | 5        | 2     |
| Copa Mundial de Fútbol de 1990         | Italia        | Octavos de final | 4        | 0     |
| Copa América 1995                      | Uruguay       | Campeón          | 5        | 2     |
| Total                                  | Total         | Total            | 34       | 11    |

#### Juegos
En total, Francescoli jugó 73 partidos oficiales y marcó 17 goles para su país, con 37 victorias, 18 empates y 18 derrotas. Se despidió como el segundo jugador con más partidos por Uruguay, a pesar de los tres años que estuvo renegado y del que se rehusó a continuar; quedando cuatro partidos detrás del que ostentaba el récord, el portero Rodolfo Rodríguez. La siguiente tabla detalla sus partidos jugados en la selección charrúa:
| #     | Fecha                    | Competición                             | Ciudad         | Rival               | Resultado | Goles |
| ----- | ------------------------ | --------------------------------------- | -------------- | ------------------- | --------- | ----- |
| 1     | 20 de febrero de 1982    | Copa Nehru                              | Calcuta        | Corea del Sur       | 2-2       | 0     |
| 2     | 22 de febrero de 1982    | Copa Nehru                              | Calcuta        | China               | 0-0       | 0     |
| 3     | 25 de febrero de 1982    | Copa Nehru                              | Calcuta        | India               | 3-1       | 0     |
| 4     | 4 de marzo de 1982       | Copa Nehru                              | Calcuta        | China               | 2-0       | 0     |
| 5     | 13 de octubre de 1983    | Copa América 1983                       | Lima           | Perú                | 1-0       | 0     |
| 6     | 20 de octubre de 1983    | Copa América 1983                       | Lima           | Perú                | 1-1       | 0     |
| 7     | 27 de octubre de 1983    | Copa América 1983                       | Montevideo     | Brasil              | 2-0       | 1     |
| 8     | 4 de noviembre de 1983   | Copa América 1983                       | Salvador       | Brasil              | 1-1       | 0     |
| 9     | 31 de octubre de 1984    | Amistoso                                | Montevideo     | México              | 1-1       | 0     |
| 10    | 29 de enero de 1985      | Amistoso                                | Montevideo     | Alemania Oriental   | 3-0       | 1     |
| 11    | 3 de febrero de 1985     | Copa Artigas                            | Montevideo     | Paraguay            | 1-0       | 1     |
| 12    | 6 de febrero de 1985     | Amistoso                                | Cochabamba     | Bolivia             | 1-0       | 1     |
| 13    | 10 de febrero de 1985    | Copa Artigas                            | Asunción       | Paraguay            | 3-1       | 0     |
| 14    | 24 de febrero de 1985    | Amistoso                                | Montevideo     | Colombia            | 3-0       | 1     |
| 15    | 27 de febrero de 1985    | Amistoso                                | Montevideo     | Perú                | 2-2       | 0     |
| 16    | 10 de marzo de 1985      | Eliminatorias para la Copa Mundial 1986 | Montevideo     | Ecuador             | 2-1       | 0     |
| 17    | 10 de marzo de 1985      | Eliminatorias para la Copa Mundial 1986 | Santiago       | Chile               | 0-2       | 0     |
| 18    | 31 de marzo de 1985      | Eliminatorias para la Copa Mundial 1986 | Quito          | Ecuador             | 2-0       | 1     |
| 19    | 7 de abril de 1985       | Eliminatorias para la Copa Mundial 1986 | Montevideo     | Chile               | 2-1       | 0     |
| 20    | 21 de agosto de 1985     | Copa Artemio Franchi                    | París          | Francia             | 0-2       | 0     |
| 21    | 13 de abril de 1986      | Amistoso                                | Los Ángeles    | México              | 3-0       | 0     |
| 22    | 21 de abril de 1986      | Amistoso                                | Wrexham        | Gales               | 0-0       | 0     |
| 23    | 4 de junio de 1986       | Copa Mundial 1986                       | Querétaro      | Alemania Occidental | 1-1       | 0     |
| 24    | 8 de junio de 1986       | Copa Mundial 1986                       | Nezahualcóyotl | Dinamarca           | 1-6       | 1     |
| 25    | 13 de junio de 1986      | Copa Mundial 1986                       | Nezahualcóyotl | Escocia             | 0-0       | 0     |
| 26    | 16 de junio de 1986      | Copa Mundial 1986                       | Puebla         | Argentina           | 0-1       | 0     |
| 27    | 19 de junio de 1987      | Amistoso                                | Montevideo     | Ecuador             | 2-1       | 0     |
| 28    | 23 de junio de 1987      | Amistoso                                | Montevideo     | Bolivia             | 2-1       | 0     |
| 29    | 9 de julio de 1987       | Copa América 1987                       | Buenos Aires   | Argentina           | 1-0       | 0     |
| 30    | 12 de julio de 1987      | Copa América 1987                       | Buenos Aires   | Chile               | 1-0       | 0     |
| 31    | 14 de diciembre de 1988  | Copa MFUP                               | Montevideo     | Perú                | 3-1       | 2     |
| 32    | 22 de abril de 1989      | Amistoso                                | Verona         | Italia              | 1-1       | 0     |
| 33    | 6 de julio de 1989       | Copa América 1989                       | Goiânia        | Chile               | 3-0       | 1     |
| 34    | 8 de julio de 1989       | Copa América 1989                       | Goiânia        | Argentina           | 0-1       | 0     |
| 35    | 12 de julio de 1989      | Copa América 1989                       | Río de Janeiro | Paraguay            | 3-0       | 1     |
| 36    | 14 de julio de 1989      | Copa América 1989                       | Río de Janeiro | Argentina           | 2-0       | 0     |
| 37    | 16 de julio de 1989      | Copa América 1989                       | Río de Janeiro | Brasil              | 0-1       | 0     |
| 38    | 27 de agosto de 1989     | Eliminatorias para la Copa Mundial 1990 | Lima           | Perú                | 2-0       | 0     |
| 39    | 3 de septiembre de 1989  | Eliminatorias para la Copa Mundial 1990 | La Paz         | Bolivia             | 1-2       | 0     |
| 40    | 17 de septiembre de 1989 | Eliminatorias para la Copa Mundial 1990 | Montevideo     | Bolivia             | 2-0       | 1     |
| 41    | 18 de mayo de 1990       | Amistoso                                | Belfast        | Irlanda del Norte   | 0-1       | 0     |
| 42    | 22 de mayo de 1990       | Amistoso                                | Londres        | Inglaterra          | 2-1       | 0     |
| 43    | 13 de junio de 1990      | Copa Mundial 1990                       | Údine          | España              | 0-0       | 0     |
| 44    | 17 de junio de 1990      | Copa Mundial 1990                       | Verona         | Bélgica             | 1-3       | 0     |
| 45    | 21 de junio de 1990      | Copa Mundial 1990                       | Údine          | Corea del Sur       | 1-0       | 0     |
| 46    | 25 de junio de 1990      | Copa Mundial 1990                       | Roma           | Italia              | 0-2       | 0     |
| 47    | 17 de julio de 1993      | Amistoso                                | Montevideo     | Perú                | 3-0       | 0     |
| 48    | 25 de julio de 1993      | Eliminatorias para la Copa Mundial 1994 | San Cristóbal  | Venezuela           | 1-0       | 0     |
| 49    | 1 de agosto de 1993      | Eliminatorias para la Copa Mundial 1994 | Montevideo     | Ecuador             | 0-0       | 0     |
| 50    | 8 de agosto de 1993      | Eliminatorias para la Copa Mundial 1994 | La Paz         | Bolivia             | 1-3       | 1     |
| 51    | 15 de agosto de 1993     | Eliminatorias para la Copa Mundial 1994 | Montevideo     | Brasil              | 1-1       | 0     |
| 52    | 29 de agosto de 1993     | Eliminatorias para la Copa Mundial 1994 | Montevideo     | Venezuela           | 4-0       | 0     |
| 53    | 5 de septiembre de 1993  | Eliminatorias para la Copa Mundial 1994 | Guayaquil      | Ecuador             | 1-0       | 0     |
| 54    | 12 de septiembre de 1993 | Eliminatorias para la Copa Mundial 1994 | Montevideo     | Bolivia             | 2-1       | 1     |
| 55    | 19 de septiembre de 1993 | Eliminatorias para la Copa Mundial 1994 | Río de Janeiro | Brasil              | 0-2       | 0     |
| 56    | 18 de enero de 1995      | Amistoso                                | La Coruña      | España              | 2-2       | 0     |
| 57    | 29 de marzo de 1995      | Amistoso                                | Londres        | Inglaterra          | 0-0       | 0     |
| 58    | 31 de marzo de 1995      | Amistoso                                | Belgrado       | Yugoslavia          | 0-1       | 0     |
| 59    | 28 de junio de 1995      | Amistoso                                | Rivera         | Nueva Zelanda       | 2-2       | 1     |
| 60    | 5 de julio de 1995       | Copa América 1995                       | Montevideo     | Venezuela           | 4-1       | 1     |
| 61    | 9 de julio de 1995       | Copa América 1995                       | Montevideo     | Paraguay            | 1-0       | 1     |
| 62    | 16 de julio de 1995      | Copa América 1995                       | Montevideo     | Bolivia             | 2-1       | 0     |
| 63    | 19 de julio de 1995      | Copa América 1995                       | Montevideo     | Colombia            | 2-0       | 0     |
| 64    | 23 de julio de 1995      | Copa América 1995                       | Montevideo     | Brasil              | 1-1       | 0     |
| 65    | 8 de octubre de 1996     | Eliminatorias para la Copa Mundial 1998 | Montevideo     | Bolivia             | 1-0       | 0     |
| 66    | 12 de noviembre de 1996  | Eliminatorias para la Copa Mundial 1998 | Santiago       | Chile               | 0-1       | 0     |
| 67    | 15 de diciembre de 1996  | Eliminatorias para la Copa Mundial 1998 | Montevideo     | Perú                | 2-0       | 0     |
| 68    | 12 de enero de 1997      | Eliminatorias para la Copa Mundial 1998 | Montevideo     | Argentina           | 0-0       | 0     |
| 69    | 12 de febrero de 1997    | Eliminatorias para la Copa Mundial 1998 | Quito          | Ecuador             | 0-4       | 0     |
| 70    | 2 de abril de 1997       | Eliminatorias para la Copa Mundial 1998 | Montevideo     | Venezuela           | 3-1       | 0     |
| 71    | 30 de abril de 1997      | Eliminatorias para la Copa Mundial 1998 | Asunción       | Paraguay            | 1-3       | 0     |
| 72    | 20 de julio de 1997      | Eliminatorias para la Copa Mundial 1998 | La Paz         | Bolivia             | 0-1       | 0     |
| 73    | 20 de agosto de 1997     | Eliminatorias para la Copa Mundial 1998 | Montevideo     | Chile               | 1-0       | 0     |
| Total | Total                    | Total                                   | Total          | Total               | Total     | 17    |

## Vida personal y extradeportiva
Nació en Montevideo en el seno de una familia de origen italiano y español por el apellido materno Uriarte, oriundos de Aramayona. Se crio en el barrio Capurro y de niño era seguidor de Peñarol. Enzo es hijo de Ernesto Francescoli y Olga Uriarte; su nombre debería haber sido Vincenzo, pero los padres optaron por bautizarlo con una versión reducida por el apellido ya largo. Tiene dos hermanos, Luis Ernesto, dos años mayor, y Pablo, trece años más joven. Está casado con Mariela Yern desde 1984, con quien tuvo dos hijos, Bruno y Marco.
Es una persona tímida, que habla poco y es muy observadora, algo que él considera una virtud, y quienes lo conocen lo consideran un fenómeno dentro y fuera de campo. Disfruta de fumar y jugar golf desde los 16 años. Fue embajador uruguayo de Unicef antes de ser sucedido por Diego Forlán. El 2002 se fue a vivir con su familia a Miami, donde en 2003 inició junto al empresario Paco Casal, con el cual tiene una gran amistad, y Nelson Gutiérrez la emisora Gol TV. Los Francescoli regresaron a Buenos Aires cinco años después, aunque Enzo solía viajar mensualmente a Estados Unidos por cuenta de sus actividades en el canal. En el 2010, lideró el equipo del Canal 7, en la transmisión de la Copa del Mundo.
Desde que terminó su carrera, ha jugado en partidos festivos, como los que celebraron los retiros de Juan Pablo Sorín, Víctor Aristizábal y Diego Maradona, a quien considera su amigo y el mayor jugador que ha visto.
Enzo considera a Zinedine Zidane como el segundo mejor jugador que ha visto, opinión que admite estar bastante influida por razones emocionales. A su vez, el crack francés es un gran fan de Francescoli. La gran admiración de Zidane se extendió a los demás franceses: Francescoli cuenta que, por dicha relación, actualmente se siente más respetado en Francia que en la época en que jugaba en el país.
Francescoli expresó que el título que consiguió Uruguay en la Copa del Mundo de 1950 ejerció presión sobre las siguientes generaciones de jugadores uruguayos, además de mistificar en exceso la garra uruguaya: Uruguay no ganó en el Maracaná por garra, ganó porque jugaba muy bien (...) pero la fantasía perduró en el tiempo.
En Uruguay hay numerosos críticos de la relación comercial de Enzo con Paco Casal, propietario de la empresa que transmite los juegos, Tenfield; de la cual Enzo y su excompañero Nelson Gutiérrez forman parte. Según antiguos rumores; Enzo y otros importantes jugadores uruguayos que jugaban en Europa afirmaban que Casal les ordenaba no jugar en la Celeste, en respuesta a sus peleas internas con la Asociación Uruguaya de Fútbol.
 el cual comenzó a mejorar tras romper relaciones con el empresario.

Francescoli lo defiende: Es el empresario más importante de mi país, (...) Se involucró en cosas que generan pasión, como fútbol y el carnaval, y eso genera divisiones (de opiniones). (...) Es una buena persona, un hombre que ayuda más de lo que creen (...) ; afirmó. Francesoli fue vicepresidente de las empresas Tenfield y Gol TV, propiedad de Francisco Casal.

### Representante de River Plate
Desde que dejó de jugar, Francescoli fue consultado varias veces para entrenar a River; siempre declinó las ofertas, pero afirmó que si le invitaban a ser representante del club, podría aceptar y emplear su experiencia como empresario. Una vez siendo representante, contrató a Marcelo Gallardo como director técnico, lo que dio inicio a la gestión técnica más exitosa de toda la historia del club. Desde 2014 y hasta el presente, River Plate ganó 7 títulos internacionales reconocidos por la CONMEBOL: Copa Sudamericana 2014, Recopa Sudamericana 2015, Copa Libertadores 2015, Copa Suruga Bank 2015, la Recopa Sudamericana 2016, la Copa Libertadores 2018 (en donde logró vencer a su archirrival Boca Juniors en la final, en el estadio Santiago Bernabéu) y Recopa Sudamericana 2019 Además, también ganó el Torneo Final 2014, la Copa Campeonato de Primera División 2013/14, la Copa Argentina 2016, Copa Argentina 2017 y la de 2019, Supercopa Argentina 2017 y la de 2019, el Campeonato de la Liga Profesional 2021 y el Trofeo de Campeones 2021; jugó la Copa Mundial de Clubes de la FIFA 2015, Copa Mundial de Clubes de la FIFA 2018 y fue subcampeón de la Copa Libertadores 2019 (eliminando nuevamente a su archirrival Boca Juniors, esta vez en semifinales).

## Estadísticas

#### En clubes
| Montevideo Wanderers · Uruguay | 1.ª                 |                     |     |     |    |   |    |    |    |    |      |      |      |
| Montevideo Wanderers · Uruguay | 1.ª                 | 1980                | 26  | 3   | —  | — | —  | —  | +2 | +1 | +28  | 4    |      |
| Montevideo Wanderers · Uruguay | 1.ª                 | 1981                | 22  | 7   | —  | — | —  | —  | ?  | ?  | +22  | +7   |      |
| Montevideo Wanderers · Uruguay | 1.ª                 | 1982                | 26  | 10  | —  | — | —  | —  | +1 | 7  | +27  | +17  |      |
| Montevideo Wanderers · Uruguay | 1.ª                 | 1983                | —   | —   | —  | — | 2  | 1  | ?  | ?  | +2   | 1    |      |
| Montevideo Wanderers · Uruguay | Total club          | Total club          | 74  | 20  | 0  | 0 | 2  | 1  | ?  | 8  | +79  | +29  |      |
| River Plate Argentina | 1.ª                 |                     |     |     |    |   |    |    |    |    |      |      |      |
| River Plate Argentina | 1.ª                 | 1983                | 27  | 11  | —  | — | —  | —  | —  | —  | 27   | 11   | 0,40 |
| River Plate Argentina | 1.ª                 | 1984                | 49  | 29  | —  | — | —  | —  | —  | —  | 49   | 29   | 0,59 |
| River Plate Argentina | 1.ª                 | 1985                | 5   | 3   | —  | — | —  | —  | —  | —  | 5    | 3    | 0,60 |
| River Plate Argentina | 1.ª                 | 1985-86             | 32  | 25  | —  | — | —  | —  | —  | —  | 32   | 25   | 0,78 |
| River Plate Argentina | Total 1.ª etapa     | Total 1.ª etapa     | 113 | 68  | 0  | 0 | 0  | 0  | 0  | 0  | 113  | 68   | 0,60 |
| Racing CFP Francia | 1.ª                 | 1986-87             | 35  | 14  | 1  | 0 | —  | —  | —  | —  | 36   | 14   | 0,38 |
| Racing CFP Francia | 1.ª                 | 1987-88             | 28  | 8   | 1  | 0 | —  | —  | —  | —  | 29   | 8    | 0,27 |
| Racing CFP Francia | 1.ª                 | 1988-89             | 26  | 10  | 2  | 0 | —  | —  | —  | —  | 28   | 10   | 0,35 |
| Racing CFP Francia | Total club          | Total club          | 89  | 32  | 4  | 0 | 0  | 0  | 0  | 0  | 93   | 32   | 0,34 |
| Olympique de Marsella Francia | 1.ª                 | 1989-90             | 28  | 11  | 4  | 0 | 8  | 0  | —  | —  | 40   | 11   | 0,27 |
| Cagliari Calcio · Italia | 1.ª                 | 1990-91             | 33  | 4   | 1  | 0 | —  | —  | —  | —  | 34   | 4    | 0,17 |
| Cagliari Calcio · Italia | 1.ª                 | 1991-92             | 33  | 6   | 1  | 0 | —  | —  | —  | —  | 34   | 6    | 0,17 |
| Cagliari Calcio · Italia | 1.ª                 | 1992-93             | 32  | 7   | 4  | 2 | —  | —  | —  | —  | 36   | 9    | 0,31 |
| Cagliari Calcio · Italia | Total club          | Total club          | 98  | 17  | 6  | 2 | 0  | 0  | 0  | 0  | 104  | 19   | 0,22 |
| Torino FC · Italia | 1.ª                 | 1993-94             | 24  | 3   | 7  | 2 | 3  | 0  | —  | —  | 34   | 5    | 0,15 |
| River Plate Argentina | 1.ª                 |                     |     |     |    |   |    |    |    |    |      |      |      |
| River Plate Argentina | 1.ª                 | 1994-95             | 27  | 17  | —  | — | 11 | 6  | —  | —  | 38   | 23   | 0,61 |
| River Plate Argentina | 1.ª                 | 1995-96             | 20  | 10  | —  | — | 19 | 13 | —  | —  | 39   | 23   | 0,59 |
| River Plate Argentina | 1.ª                 | 1996-97             | 31  | 19  | —  | — | 5  | 3  | —  | —  | 36   | 22   | 0,61 |
| River Plate Argentina | 1.ª                 | 1997                | 6   | 1   | —  | — | 5  | 0  | —  | —  | 11   | 1    | 0,09 |
| River Plate Argentina | Total 2.ª etapa     | Total 2.ª etapa     | 84  | 47  | 0  | 0 | 40 | 22 | 0  | 0  | 124  | 69   | 0.56 |
| River Plate Argentina | Total club          | Total club          | 197 | 115 | 0  | 0 | 40 | 22 | 0  | 0  | 237  | 137  | 0,58 |
| Total en su carrera | Total en su carrera | Total en su carrera | 510 | 198 | 21 | 4 | 53 | 23 | ?  | +8 | +584 | +233 |      |
| (1) Las copas nacionales se refiere a la Copa Italia y Copa de Francia. (2) Media de goles por encuentro. No incluye goles en partidos amistosos. (3) Detalle en torneos internacionales: |                     |                     |     |     |    |   |    |    |    |    |      |      |      |

### Selecciones
| Sub-20 · Uruguay | 1981          | —  | — | 7  | 5  | 3  | 0 | 10 | 5  | 0,50 |
| Absoluta · Uruguay | 1982          | 4  | 0 | —  | —  | —  | — | 4  | 0  | 0,00 |
| Absoluta · Uruguay | 1983          | —  | — | 4  | 1  | —  | — | 4  | 1  | 0,25 |
| Absoluta · Uruguay | 1984          | 1  | 0 | —  | —  | —  | — | 1  | 0  | 0,00 |
| Absoluta · Uruguay | 1985          | 6  | 4 | 4  | 1  | 1  | 0 | 11 | 5  | 0.45 |
| Absoluta · Uruguay | 1986          | 2  | 0 | —  | —  | 4  | 1 | 6  | 1  | 0.17 |
| Absoluta · Uruguay | 1987          | 2  | 0 | 2  | 0  | —  | — | 4  | 0  | 0,00 |
| Absoluta · Uruguay | 1988          | 1  | 2 | —  | —  | —  | — | 1  | 2  | 2,00 |
| Absoluta · Uruguay | 1989          | 1  | 0 | 8  | 3  | —  | — | 9  | 3  | 0.33 |
| Absoluta · Uruguay | 1990          | 2  | 0 | —  | —  | 4  | 0 | 6  | 0  | 0,00 |
| Absoluta · Uruguay | 1991          | —  | — | —  | —  | —  | — | 0  | 0  | 0,00 |
| Absoluta · Uruguay | 1992          | —  | — | —  | —  | —  | — | 0  | 0  | 0,00 |
| Absoluta · Uruguay | 1993          | 1  | 0 | 8  | 2  | —  | — | 9  | 2  | 0.22 |
| Absoluta · Uruguay | 1994          | —  | — | —  | —  | —  | — | 0  | 0  | 0,00 |
| Absoluta · Uruguay | 1995          | 4  | 1 | 5  | 2  | —  | — | 9  | 3  | 0.33 |
| Absoluta · Uruguay | 1996          | —  | — | 3  | 0  | —  | — | 3  | 0  | 0,00 |
| Absoluta · Uruguay | 1997          | —  | — | 6  | 0  | —  | — | 6  | 0  | 0,00 |
| Absoluta · Uruguay | Total         | 24 | 7 | 40 | 9  | 9  | 1 | 73 | 17 | 0.25 |
| Total carrera | Total carrera | 24 | 7 | 47 | 14 | 12 | 1 | 83 | 22 | 0.27 |
| (1) Incluye los partidos de la Eurocopa Sub-16 (1992-93); Eurocopa Sub-18 (1996-97); Eurocopa Sub-21 (1998-99); Eurocopa / Clasificatorias Europeas (1998-09). (2) Incluye los partidos de Copa FIFA Confederaciones (2003). |               |    |   |    |    |    |   |    |    |      |

### Resumen estadístico
|                           | Partidos | Goles | Promedio |
| ------------------------- | -------- | ----- | -------- |
| Primera División          | 510      | 198   | 0,39     |
| Copas nacionales          | 17       | 7     | 0,41     |
| Copas internacionales     | 50       | 22    | 0,44     |
| Selección Sub-20 Uruguaya | 10       | 5     | 0,50     |
| Selección Uruguaya        | 75       | 19    | 0,25     |
| TOTAL                     | 662      | 251   | 0,38     |

## Palmarés

### Campeonatos nacionales
| Título           | Equipo                | País      | Año     |
| ---------------- | --------------------- | --------- | ------- |
| Primera División | River Plate           | Argentina | 1985/86 |
| Division 1       | Olympique de Marsella | Francia   | 1989/90 |
| Primera División | River Plate           | Argentina | A-1994  |
| Primera División | River Plate           | Argentina | A-1996  |
| Primera División | River Plate           | Argentina | C-1997  |
| Primera División | River Plate           | Argentina | A-1997  |

### Campeonatos internacionales
| Título                       | Equipo         | Sede         | Año  |
| ---------------------------- | -------------- | ------------ | ---- |
| Sudamericano Sub-20          | Uruguay sub-20 | Quito        | 1981 |
| Copa América                 | Uruguay        | Salvador     | 1983 |
| Copa América                 | Uruguay        | Buenos Aires | 1987 |
| Copa América                 | Uruguay        | Montevideo   | 1995 |
| Copa Libertadores de América | River Plate    | Buenos Aires | 1996 |
| Supercopa Sudamericana       | River Plate    | Buenos Aires | 1997 |

### Distinciones individuales
| Distinción                                                                        | Año                     |
| --------------------------------------------------------------------------------- | ----------------------- |
| Mejor Jugador - Sudamericano Juvenil                                              | 1981                    |
| Máximo Goleador - Sudamericano Juvenil (5 goles)                                  | 1981                    |
| Mejor jugador - Copa América                                                      | 1983 y 1995             |
| Máximo goleador de Primera División (24 goles)                                    | 1984                    |
| Futbolista del año en Sudamérica                                                  | 1984 y 1995             |
| Futbolista del Año en Argentina                                                   | 1985 y 1995             |
| Máximo goleador de Primera División (25 goles)                                    | 1985/86                 |
| Mejor Futbolista extranjero en Francia                                            | 1986/87                 |
| Máximo goleador de Primera División                                               | A-1994                  |
| Parte del Equipo Ideal de América                                                 | 1994, 1995, 1996 y 1997 |
| Mejor jugador veterano del mundo                                                  | 1995 y 1996             |
| Nombrado uno de los 50 mejores futbolistas de la historia - Revista Planète Foot  | 1996                    |
| Nombrado uno de los 100 mejores futbolistas de la historia - Venerdi Magazine     | 1997                    |
| Nombrado uno de los 100 mejores futbolistas de la historia - Revista World Soccer | 1999                    |
| Nombrado uno de los 46 mejores jugadores sudamericanos del siglo XX - IFFHS       | 1999                    |
| Considerado 12° mejor jugador del siglo XX - Revista France-Football              | 1999                    |
| Galardonado como miembro FIFA 100                                                 | 2000                    |
| Premio Konex de Platino Futbolista en Argentina de la década 1990-1999.           | 2000                    |
| Votado como Máximo ídolo de todos los tiempos del club River Plate                | 2008                    |
| Tercer máximo goleador extranjero en el fútbol argentino (136 goles)              | 2008                    |
| Máximo goleador extranjero de River Plate (136 goles)                             | 2008                    |

### Campeonatos nacionales
| Título              | Club        | País      | Año  | Entrenador        |
| ------------------- | ----------- | --------- | ---- | ----------------- |
| Copa Argentina      | River Plate | Argentina | 2016 | Marcelo Gallardo  |
| Copa Argentina      | River Plate | Argentina | 2017 | Marcelo Gallardo  |
| Supercopa Argentina | River Plate | Argentina | 2017 | Marcelo Gallardo  |
| Copa Argentina      | River Plate | Argentina | 2019 | Marcelo Gallardo  |
| Supercopa Argentina | River Plate | Argentina | 2019 | Marcelo Gallardo  |
| Primera División    | River Plate | Argentina | 2021 | Marcelo Gallardo  |
| Trofeo de Campeones | River Plate | Argentina | 2021 | Marcelo Gallardo  |
| Primera División    | River Plate | Argentina | 2023 | Martín Demichelis |
| Trofeo de Campeones | River Plate | Argentina | 2023 | Martín Demichelis |
| Supercopa Argentina | River Plate | Argentina | 2023 | Martín Demichelis |

### Campeonatos internacionales
| Título              | Club        | Ciudad       | Año  | Entrenador       |
| ------------------- | ----------- | ------------ | ---- | ---------------- |
| Copa Sudamericana   | River Plate | Buenos Aires | 2014 | Marcelo Gallardo |
| Recopa Sudamericana | River Plate | Buenos Aires | 2015 | Marcelo Gallardo |
| Copa Libertadores   | River Plate | Buenos Aires | 2015 | Marcelo Gallardo |
| Copa Suruga Bank    | River Plate | Suita        | 2015 | Marcelo Gallardo |
| Recopa Sudamericana | River Plate | Buenos Aires | 2016 | Marcelo Gallardo |
| Copa Libertadores   | River Plate | Madrid       | 2018 | Marcelo Gallardo |
| Recopa Sudamericana | River Plate | Buenos Aires | 2019 | Marcelo Gallardo |

## Filmografía
Fue entrevistado para el filme documental estrenado en 2019 River, el más grande siempre que narra la historia del club.